# Guido Rodríguez
Guido Rodríguez, né le 12 avril 1994 à Sáenz Peña (es) en Argentine, est un footballeur international argentin qui évolue au poste de milieu défensif à West Ham United.

## Biographie

### En club
Né à Sáenz Peña (es), dans la province de Buenos Aires en Argentine, Guido Rodríguez est formé par l'un des clubs les plus importants du pays, River Plate. Il joue son premier match en professionnel avec ce club, le 9 octobre 2014, lors d'une rencontre de Copa Argentina face à Rosario Central. Titulaire, il voit son équipe s'incliner après une séance de tirs au but.
Lors de l'été 2016, Rodríguez rejoint le Club Tijuana, au Mexique, pour sa première expérience à l'étranger.
Le 8 juin 2017, Rodríguez s'engage avec un autre club mexicain en rejoignant le Club América, où il retrouve son ancien entraîneur à Tijuana, Miguel Herrera.
Le 14 janvier 2020, Rodríguez s'engage en faveur du Betis Séville, pour sa première expérience en Europe. Il signe un contrat de quatre ans et demi avec le club andalou, soit jusqu'en juin 2024,. 
Il joue son premier match pour le Betis le 19 janvier 2020, en entrant en jeu à la place de Carles Aleñá lors d'un match de Liga face à la Real Sociedad. Son équipe s'impose par trois buts à zéro ce jour-là.
En décembre 2023, Rodríguez se blesse sérieusement. Victime d'une fracture du péroné, il est éloigné des terrains pendant trois mois. Alors que son contrat se termine en juin 2024, le club lui maintient sa confiance en lui proposant une prolongation de contrat. Il refuse cette prolongation et devient libre de tout contrat à l'expiration de son contrat.
Suivi par Julen Lopetegui, devenu entraîneur de West Ham United, Guido Rodríguez s'engage en août 2024 avec le club londonien,.

### En sélection
Le 9 juin 2017, Rodriguez honore sa première sélection avec l'équipe nationale d'Argentine, lors d'un match amical face au Brésil. Il entre en jeu à la place de Paulo Dybala et son équipe s'impose par un but à zéro ce jour-là.
En mai 2019, il est retenu par le sélectionneur Lionel Scaloni pour participer à la Copa América 2019 au Brésil. Il ne prend part qu'à seul match dans cette compétition, le premier, le 16 juin où il est titularisé mais son équipe s'incline par deux buts à zéro face à la Colombie ce jour-là.
Il fait partie de la liste des 28 joueurs retenus par Lionel Scaloni, le sélectionneur de L'Albiceleste, pour participer à la Copa América 2021. Le 18 juin 2021, lors du deuxième match de la Copa América organisé au Brésil. Guido Rodríguez est titulaire face à l'Uruguay à la place de Leandro Paredes, il inscrit à la 13e minute de jeu son tout premier but pour la sélection nationale d'Argentine, à la suite d'un bon coup de centre du capitaine argentin Lionel Messi.
Le 11 novembre 2022, il est sélectionné par Lionel Scaloni pour participer à la Coupe du monde 2022.

## Statistiques
| Saison                | Club                      | Championnat           | Championnat | Championnat | Championnat | Coupe(s) nationale(s) | Coupe(s) nationale(s) | Coupe(s) nationale(s) | Supercoupe | Supercoupe | Supercoupe | Compétition(s) continentale(s) | Compétition(s) continentale(s) | Compétition(s) continentale(s) | Compétition(s) continentale(s) | Total | Total | Total |
| Saison                | Club                      | Division              | M.          | B.          | P.d.        | M.                    | B.                    | P.d.                  | M.         | B.         | P.d.       | Comp.                          | M.                             | B.                             | P.d.                           | M.    | B.    | P.d.  |
| 2014                  | River Plate               | Primera División      | 7           | 0           | 0           | -                     | -                     | -                     | -          | -          | -          | -                              | -                              | -                              | -                              | 7     | 0     | 0     |
| 2015                  | River Plate               | Primera División      | 9           | 1           | 0           | -                     | -                     | -                     | -          | -          | -          | -                              | -                              | -                              | -                              | 9     | 1     | 0     |
| Sous-total            | Sous-total                | Sous-total            | 16          | 1           | 0           | -                     | -                     | -                     | -          | -          | -          | -                              | -                              | -                              | -                              | 16    | 1     | 0     |
| 2016                  | Defensa y Justicia (prêt) | Primera División      | 15          | 0           | 0           | -                     | -                     | -                     | -          | -          | -          | -                              | -                              | -                              | -                              | 15    | 0     | 0     |
| 2016-2017             | Club Tijuana              | Liga MX               | 39          | 5           | 0           | 3                     | 0                     | 0                     | -          | -          | -          | -                              | -                              | -                              | -                              | 42    | 5     | 0     |
| 2017-2018             | Club América              | Liga MX               | 37          | 1           | 0           | 6                     | 0                     | 0                     | 1          | 0          | 0          | LCC                            | 4                              | 0                              | 0                              | 48    | 1     | 0     |
| 2018-2019             | Club América              | Liga MX               | 44          | 8           | 2           | 9                     | 0                     | 0                     | -          | -          | -          | -                              | -                              | -                              | -                              | 53    | 8     | 2     |
| 2019-2020             | Club América              | Liga MX               | 22          | 3           | 1           | -                     | -                     | -                     | -          | -          | -          | -                              | -                              | -                              | -                              | 22    | 3     | 1     |
| Sous-total            | Sous-total                | Sous-total            | 103         | 12          | 3           | 15                    | 0                     | 0                     | 1          | 0          | 0          | -                              | 4                              | 0                              | 0                              | 123   | 12    | 3     |
| 2019-2020             | Betis Séville             | La Liga               | 14          | 1           | 0           | 1                     | 0                     | 0                     | -          | -          | -          | -                              | -                              | -                              | -                              | 15    | 1     | 0     |
| 2020-2021             | Betis Séville             | La Liga               | 35          | 1           | 0           | 3                     | 1                     | 0                     | -          | -          | -          | -                              | -                              | -                              | -                              | 38    | 2     | 0     |
| 2021-2022             | Betis Séville             | La Liga               | 32          | 1           | 2           | 6                     | 0                     | 0                     | -          | -          | -          | C3                             | 9                              | 1                              | 0                              | 47    | 2     | 2     |
| 2022-2023             | Betis Séville             | La Liga               | 34          | 1           | 0           | 2                     | 0                     | 0                     | 1          | 0          | 0          | C3                             | 7                              | 1                              | 0                              | 44    | 2     | 0     |
| 2023-2024             | Betis Séville             | La Liga               | 24          | 2           | 0           | -                     | -                     | -                     | -          | -          | -          | C3                             | 5                              | 0                              | 0                              | 29    | 2     | 0     |
| Sous-total            | Sous-total                | Sous-total            | 139         | 6           | 2           | 12                    | 1                     | 0                     | 1          | 0          | 0          | -                              | 21                             | 2                              | 0                              | 173   | 9     | 2     |
| 2024-2025             | West Ham United           | Premier League        | 22          | 0           | 0           | 1                     | 0                     | 0                     | -          | -          | -          | -                              | -                              | -                              | -                              | 23    | 0     | 0     |
| Total sur la carrière | Total sur la carrière     | Total sur la carrière | 334         | 24          | 5           | 31                    | 1                     | 0                     | 2          | 0          | 0          | -                              | 25                             | 2                              | 0                              | 392   | 27    | 5     |

### En sélection nationale
| Saison                | Sélection             | Phases finales        | Phases finales | Phases finales | Phases finales | Éliminatoires CDM | Éliminatoires CDM | Éliminatoires CDM | Matchs amicaux | Matchs amicaux | Matchs amicaux | Total | Total | Total |
| Saison                | Sélection             | Compétition           | M              | B              | Pd             | M                 | B                 | Pd                | M              | B              | Pd             | M     | B     | Pd    |
| --------------------- | --------------------- | --------------------- | -------------- | -------------- | -------------- | ----------------- | ----------------- | ----------------- | -------------- | -------------- | -------------- | ----- | ----- | ----- |
| 2016-2017             | Argentine             | -                     | -              | -              | -              | -                 | -                 | -                 | 1              | 0              | 0              | 1     | 0     | 0     |
| 2018-2019             | Argentine             | Copa América 2019     | 1              | 0              | 0              | -                 | -                 | -                 | 2              | 0              | 0              | 3     | 0     | 0     |
| 2019-2020             | Argentine             | -                     | -              | -              | -              | -                 | -                 | -                 | 5              | 0              | 1              | 5     | 0     | 1     |
| 2020-2021             | Argentine             | Copa América 2021     | 6              | 1              | 0              | 1                 | 0                 | 0                 | -              | -              | -              | 7     | 1     | 0     |
| 2021-2022             | Argentine             | Finalissima 2022      | 1              | 0              | 0              | 7                 | 0                 | 0                 | 0              | 0              | 0              | 8     | 0     | 0     |
| 2022-2023             | Argentine             | Coupe du monde 2022   | 1              | 0              | 0              | -                 | -                 | -                 | 4              | 0              | 0              | 5     | 0     | 0     |
| 2023-2024             | Argentine             | Copa América 2024     | 1              | 0              | 0              | 0                 | 0                 | 0                 | 0              | 0              | 0              | 1     | 0     | 0     |
| 2024-2025             | Argentine             | -                     | -              | -              | -              | 0                 | 0                 | 0                 | -              | -              | -              | 0     | 0     | 0     |
| Total sur la carrière | Total sur la carrière | Total sur la carrière | 10             | 1              | 0              | 8                 | 0                 | 0                 | 12             | 0              | 1              | 30    | 1     | 1     |

## Palmarès

### En club
| River Plate (2)                                                                           | Club América (2)                                                                              | Real Betis (1)                             |
| ----------------------------------------------------------------------------------------- | --------------------------------------------------------------------------------------------- | ------------------------------------------ |
| - Copa Sudamericana (1) : - Vainqueur : 2014 - Copa Libertadores (1) : - Vainqueur : 2015 | - Championnat du Mexique (1) : - Vainqueur : 2019 - Coupe du Mexique (1) : - Vainqueur : 2019 | - Coupe d'Espagne (1) : - Vainqueur : 2022 |

### En sélection
| Argentine (4) |
| --- |
| - Copa América (2) : - Vainqueur : 2021 et 2024 - Coupe des Champions CONMEBOL-UEFA (1) : - Vainqueur : 2022 - Coupe du Monde (1) : - Vainqueur : 2022 |